# 岡井浄幸
岡井浄幸（おかい じょうこう、1960年 - ）は、香川県小豆島出身の日本の女性占い師。一般社団法人 嘉祥流観相学会 代表理事・大導師、高野山真言宗 在家得度尼僧。

## 略歴
共立女子大学家政学部食物学科卒業。明治乳業中央研究所、財団法人国際科学振興財団などを経て、2006年より「嘉祥流観相学」導主である藤木相元に師事し修行開始。2007年、高野山真言宗にて得度。その後「嘉祥流観相学」導師として、観相学・姓名学・開運メイクのアドバイス、及びアドバイザーを養成。2019年2月22日に、女性のHappyをテーマにしたイベント「Happyフェス」に登壇。
フジテレビ系列で2020年4月15日から毎週水曜日 22:00 - 22:54（JST）に放送されている日本の占いバラエティ番組『突然ですが占ってもいいですか?』（とつぜんですがうらなってもいいですか?）に出演。
ziredなど占いに関するインターネットコンテンツやコラムも数多く担当し、公式携帯占いサイト「岡井浄幸 言魂∞縁結い」や公式iPhoneアプリ「岡井浄幸 的中占い」などがある。

## 出演番組
- グッチーの今日ドキッ！（HBC北海道放送、2013年1月）
- 2013年開運眉はこれっ！(旬刊女性のコーナーに生出演、2013年1月）
- SMAP×SMAP 濃い顔シリーズ（阿部寛、北村一樹、宍戸開、市村正親を診断） (フジテレビ、2014年4月）
- SMAP×SMAP 顔相診断（EXILE のHIROを診断）(フジテレビ、2014年6月）
- SMAP×SMAP 禁断の顔相占い（SMAP全員を診断）(フジテレビ、2014年6月）
- SMAP×SMAP 顔相診断（織田信成・鈴木明子を診断）(フジテレビ、2014年10月）
- とくダネ！ 研修風景（メディア工房）＆スマスマ名場面(フジテレビ、2014年11月）
- FUTURESCAPE 今年の顔を振返る（小保方晴子、佐村河内守、錦織圭、羽生結弦 など）(横浜エフエム、2014年12月）
- 恋するお正月2015(エフエム東京JFN、2015年1月）
- ロンドンハーツ お笑い芸人の2015年の運勢とは！(テレビ朝日、2015年1月20日）
- ノンストップ（フジテレビ、2015年4月7日）
- 白熱ライブ　ビビット！（TBSテレビ、2015年4月20日、5月13日）
- バイキング（フジテレビ、2015年6月30日）
- サンデースクランブル 羽生結弦くんの強さ（テレビ朝日、2015年12月13日）
- ロンドンハーツ 2016年　お笑い芸人の運勢を占う（テレビ朝日、2016年1月19日）
- ロンドンハーツ 2017最悪な運勢なのは誰だ！（テレビ朝日、2017年1月27日）
- 独身女と新婚有田（日本テレビ、2017年3月21日）
- 昼キュン！エンタメ先生！（東京MXテレビ、2017年5月5日）
- くりぃむしちゅーの（日本テレビ、2017年5月6日）
- NOGIBINGO!8（日本テレビ、2017年5月15日）
- 吉永加世子の水曜日は縁結日（渋谷クロスFM、2017年8月～10月）
- ラジオ de ハピネス（レインボータウンFM、2017年8月6日）
- グッド！モーニング（テレビ朝日、2017年8月15日）
- グッときた名場面（日本テレビ、2017年12月6日）
- 独身女と新婚有田（日本テレビ、2017年12月30日）
- めざましテレビ（フジテレビ、2018年4月10日）
- 突然ですが占ってもいいですか？（フジテレビ、2020年7月15日）[6]

## 著書
- 眉を変えるだけで運命が変えられる（KKロングセラーズ、2012年10月20日）
- 異常に! 当たる 顔相学（KKロングセラーズ、2014年11月28日）
- 男は見かけで選びなさい（主婦の友社、2015年3月6日）
- 運を呼び込む顔を作る 観相学（KKロングセラーズ、2020年9月1日）